# Stumpffia staffordi
Stumpffia staffordi es una especie de anfibio anuro de la familia Microhylidae. Esta rana es endémica de la provincia de Antsiranana en el norte de Madagascar. Solo se ha encontrado en la montaña de los franceses a unos 260 metros de altitud. Habita en cuevas y formaciones kársticas.
Esta especie lleva el nombre en honor a Peter J. Stafford.

## Publicación original
- Köhler, Vences, D'Cruze & Glaw, 2010 : Giant dwarfs: discovery of a radiation of large-bodied 'stump-toed frogs' from karstic cave environments of northern Madagascar. Journal of Zoology, vol. 282, n.º 1, p. 21-38.[2]